# Клайн, Барталь
Ба́рталь По́адль Клайн (фар. Bartal Páll Klein; род. 15 декабря 2006 года в Торсхавне, Фарерские острова) — фарерский футболист, нападающий клуба «ХБ».

## Клубная карьера
Барталь начинал свою карьеру в клубе «ХБ». С 12-летнего возраста он занимался в академии «Б36». В 2023 году Барталь был переведён во вторую команду «чёрно-белых»: в дебютной игре первого дивизиона против «Б71», состоявшейся 1 апреля, форвард вышел в стартовом составе и забил гол. Всего он провёл 6 встреч за «Б36 II» в первой половине сезона-2023. Вторую половину футболист начал в резервной команде «Б68». После продуктивного старта в первой лиге (3 мяча в 3 матчах) Барталь был привлечён в основной состав тофтирцев. 5 августа он отыграл первый матч в фарерской премьер-лиге, заменив Себастьяна Лау Нильсена на 78-й минуте поединка с фуглафьёрдурским «ИФ». Суммарно в дебютном сезоне за тофтирцев форвард провёл 11 безголевых встреч. В сезоне-2024 Барталь был видным игроком основы команды, принял участие в 25 матчах премьер-лиги и забил 6 голов, половина из которых залетела в последней игре против принципиального соперника «НСИ» и позволила «Б68» сохранить место в высшем дивизионе на 2025 год. 
Осенью 2024 года нападающий привлёк внимание крупных фарерских клубов, а также итальянской «Вероны» и в итоге принял решение вернуться в родной «ХБ».

## Международная карьера
В составе юношеской сборной Фарерских островов (до 17 лет) Барталь дебютировал 6 октября 2021 года в матче со сверстниками из Словении. 26 апреля 2022 года он открыл счёт голам на международном уровне, поразив ворота юношеской сборной Эстонии. Это был его единственный мяч в 6 играх за команду до 17 лет. В составе юношеской сборной архипелага до 19 лет форвард впервые сыграл в 2024 году и суммарно в 4 матчах отметился 1 забитым голом.

## Личная жизнь
Старший брат Барталя, Вильям (род. 2000) — тоже футболист атаки. Братья начинали карьеру в «ХБ», а в дальнейшем их пути пересекались в «Б36» и «Б68».